# UFC Fight Night: Condit vs. Kampmann
UFC Fight Night: Condit vs. Kampmann（ユーエフシー・ファイトナイト：コンディット・ヴァーサス・カンプマン、別名UFC Fight Night 18）は、アメリカ合衆国の総合格闘技団体「UFC」の大会の一つ。2009年4月1日、テネシー州ナッシュビルのソメット・センターで開催された。
UFC初のテネシー州大会であり、メインイベントではカーロス・コンディットとマルティン・カンプマンによるウェルター級マッチが行われた。

## 大会概要
WECの軽量級特化に伴うライトヘビー級・ミドル級・ウェルター級の選手のUFCへの移管を受けて、多くのWEC選手が参加する大会となった。
メインイベントのウェルター級マッチでは、カンプマンがコンディットを2-1の判定で下した。
プロデビュー以来7連勝中であったニック・カトーネは、ティム・クレデューにギロチンチョークで一本負けでキャリア初黒星を喫した。
WEC世界ウェルター級王者カーロス・コンディット、キャリア5戦全勝のアーロン・シンプソンがUFCデビュー。

## 試合結果

### プレリミナリィカード
第1試合 ミドル級 5分3R
○  アーロン・シンプソン vs.  ティム・マッケンジー ×
1R 1:40 TKO（レフェリーストップ：パウンド）
第2試合 ミドル級 5分3R
○  ロブ・キモンズ vs.  ジョー・ヴェデポ ×
1R 1:54 TKO（レフェリーストップ：ギロチンチョーク）
第3試合 ミドル級 5分3R
○  ホルヘ・リベラ vs.  ニッセン・オスターネック ×
3R終了 判定2-1（29-28、28-29、29-28）
第4試合 ミドル級 5分3R
○  ティム・クレデュー vs.  ニック・カトーネ ×
2R 3:45 ギロチンチョーク
第5試合 ウェルター級 5分3R
○  ブロック・ラーソン vs.  ジェシー・サンダース ×
1R 2:01 チョークスリーパー
第6試合 ミドル級 5分3R
○  ヒカルド・アルメイダ vs.  マット・ホーウィッチ ×
3R終了 判定3-0（30-27、30-27、30-27）
第7試合 キャッチウェイトバウト（158ポンド） 5分3R
○  グレイゾン・チバウ vs.  ジェレミー・スティーブンス ×
3R終了 判定3-0（30-27、30-27、29-28）

### メインカード
第8試合 ライト級 5分3R
○  コール・ミラー vs.  ジュニー・ブラウニング ×
1R 1:58 ギロチンチョーク
第9試合 ライト級 5分3R
○  タイソン・グリフィン vs.  ハファエル・ドス・アンジョス ×
3R終了 判定3-0（30-27、30-27、30-27）
第10試合 ライトヘビー級 5分3R
○  ライアン・ベイダー vs.  カーメロ・マレロ ×
3R終了 判定3-0（30-27、30-27、30-27）
第11試合 ウェルター級 5分3R
○  マルティン・カンプマン vs.  カーロス・コンディット ×
3R終了 判定2-1（29-28、28-29、29-28）

### 各賞
ファイト・オブ・ザ・ナイト： タイソン・グリフィン vs. ハファエル・ドス・アンジョス
ノックアウト・オブ・ザ・ナイト： アーロン・シンプソン
サブミッション・オブ・ザ・ナイト： ロブ・キモンズ
各選手にはボーナスとして30,000ドルが支給された。